# Hajdina község
Hajdina község (szlovén nyelven Občina Hajdina) Szlovénia 212 alapfokú közigazgatási egységének, azaz községének egyike a Podravska statisztikai régióban, a Cráva jobb partján. Adminisztratív központja Zgornja Hajdina település. A község a történelmi szlovén Stájerország (Štajersko) régió része. 

## A községhez tartozó települések
A községhez Zgornja Hajdina székhelyen kívül a következő települések tartoznak:
- Draženci
- Gerečja Vas
- Hajdoše
- Skorba
- Slovenja Vas
- Spodnja Hajdina

## Népesség
| Lakosok száma | 3720 | 3738 | 3735 | 3739 | 3736 | 3750 | 3710 | 3737 | 3850 | 3905 |
|               | 2008 | 2009 | 2011 | 2012 | 2013 | 2015 | 2016 | 2017 | 2019 | 2020 |